# Ictiominis
Els ictiominis (Ichthyomyini) formen una tribu de cricètids dins de la subfamília dels sigmodontins. Tenen adaptacions a la vida aquàtica i s'alimenten principalment d'insectes aquàtics, crustacis i peixos. S'assemblen a les rates d'aigua d'Austràlia i Nova Guinea, però el seu parentesc és molt llunyà.
- Anotomys
- Chibchanomys
- Ichthyomys
- Neusticomys
- Rheomys